# New Years Day
New Years Day es una banda de rock alternativo y post-hardcore procedente de Anaheim, California, donde fue fundada en 2005 por Ashley Costello, Keith Drover, Mike Schoolden, Adam Lohrbach y Russell Dixon. En sus inicios la banda hizo música Pop punk y su primer disco fue lanzado en mayo de 2007, My Dear. NYD, como también se conoce al grupo, está liderado por la vocalista Ashley Costello.

## Historia
La banda se forma en 2005, tras la ruptura de Home Grown, banda en la que militaba el bajista Adam Lohrbach, cansado del pop punk humorístico que practicaba en aquella banda, ya que quería introducir elementos más maduros como los sentimientos tras una ruptura amorosa. Lohrbach y Costello, que habían sufrido estas situaciones, deciden crear una banda junto a Keith Drover, que reúne estos conceptos y fundan New Years Day. A ellos se les une Mike Schoolden, exguitarrista de Wakefield, y el baterista Russell Dixon.
Su primer EP se titula New Years Day (EP). El disco, más tarde, fue lanzado por TVT Records y también en formato iTunes. Incluso podían encontrarse copias del EP en las actuaciones en vivo del grupo. Este material es conocido también como Razor EP. Además, el sencillo "I Was Right" ganó un premio mtvU. NYD comienza a ganarse cierta reputación gracias a su campaña de promoción, colgando canciones en su MySpace y apareciendo en el CD recopilatorio MySpace Records Volume 1 y en bandas sonoras de videojuegos como Saints Row. Reciben una oferta de Decaydance Records, sello propiedad de Pete Wentz, bajista de Fall Out Boy, pero rechazan y fichan por TVT Records. Ese mismo año actuaron en el festival South by Southwest.
Entran en el estudio para grabar su primer álbum, My Dear, que lo hacen en un espacio de ocho meses, producido y financiado por ellos mismos y con la ayuda del productor local Eugene Pererras. En el disco se incluyen colaboraciones de bandas como Reel Big Fish y Motion City Soundtrack, y aparece, además, su exitoso sencillo "I Was Right".
En 2008, TVT quebró y vendió su estudio de grabación a la compañía The Orchard. TVT no dejó que cayese la banda antes de vender sus discos. My Dear nunca tuvo la promoción que necesita y se dejó a un lado. Los miembros de la banda estaban perdidos. Keith Drover dejó la banda después del Warped Tour. Adam Lohrbach y Mike Schoolden le siguieron.
Los miembros restantes decidieron seguir haciendo música. La banda empezó a escribir nuevo material cerca de 2009. Alrededor de septiembre de 2009, subieron dos nuevas canciones en su página de MySpace. Cuando preguntaron a Ashley Costello sobre el nuevo Ep, contestó "Ahora el EP esta en fase demo y seguimos escribiendo nuevas canciones y grabando al mismo tiempo. El EP saldrá en Primavera de 2010."
En marzo de 2012, Alternative Press anunció que New Years Day iban a estar presentes en el Warped Tour. New Years Day lanzó su álbum debut en Japón titulado "Headlines & Headstones" el 2 de julio de 2010 bajo Spinning Inc. El álbum contenía canciones de su primer EP, el primer sencillo "My Dear", un cover de Lady Gaga y algunas canciones nuevas de su próximo álbum.
New Years Day anuncio el 31 de enero de 2011 que Matthew Lindblad como nuevo miembro de la banda. Reemplazaba al antiguo guitarrista Dan Arnold, aunque la salida de Dan Arnold nunca fue oficialmente anunciado por la banda. Poco después de que Matthew se uniera, se unió a la banda Jake Jones como guitarrista secundario.
El 15 de mayo de 2011, Hollywood Waste anunció que New Years Day se unía a la discográfica. El nuevo EP de la banda, "The Mechanical Heart" fue lanzado el 21 de junio de 2011 y recibió muchas críticas positivas de los fanes de varios músicos.
New Years Day fueron teloneros de la banda Blood on the Dance Floor durante la gira "All The Rage", desde octubre hasta diciembre de 2011.[cita requerida] Nikki Misery se convirtió oficialmente en el nuevo guitarrista durante ese tour, remplazando a Matthew Lindblad. Matthew continuó su carrera en solitario, titulado "Rebel Revive."
New Years Day lanzaron su nuevo álbum, "Victim to Villain" el 11 de junio de 2013 con la discográfica Century Media Records. Estuvieron actuando todas las fechas del Warped Tour. La banda estuvo de gira con Otep y Stolen Barbies. Actualmente estarán esta primavera de gira con William Control y Combichrist
A finales de abril de 2015 volvieron al estudio y están trabajando en nuevo material que será su tercer álbum. Este se titula "Malevolence" y ha salido el 2 de octubre de este año.

## Miembros

### Miembros actuales
- Ashley Costello - Vocalista (2006 - presente)
- Nikki Misery - Guitarra líder (2011 - 2018, 2018, 2022 - presente), guitarra rítmica (2018 - 2022), bajo (2016, 2021 - 2022), batería (2019 - 2022)
- Jeremy Valentyne - Guitarra rítmica (2015 - 2018, 2022 - presente), coros (2015 - 2018, 2022 - presente), bajo (2016)
- Brandon Wolfe - Bajo (2015 - 2016, 2022 - presente)
- Trixx Daniel - Batería (2015 - 2016, 2023 - presente)

### Miembros de giras
- Longineu W. Parsons III - Batería (2019 - 2021)

### Antiguos miembros
- Eric Seilo - Bajo (2005)
- Keith Drover - Guitarra rítmica, teclados, coros (2005 - 2007)
- Adam Lohrbach - Bajo (2005 - 2007), Guitarra líder (2005), coros (2005 - 2007)
- Mike Schoolden - Guitarra líder, coros (2005 - 2007)
- Russell Dixon - Batería (2005 - 2013)
- Dan Arnold - Guitarra líder (2007 - 2011)[11]
- Mikey 13 - Guitarra rítmica (2007-2011)
- Anthony Barro - Bajo, Vocalista (2007 - 2015)
- Matthew Lindblad - Guitarra líder (2011)
- Jake Jones - Guitarra rítmica (2011-2014)
- Nick Turner - Batería (2013 - 2014)
- Nick Rossi - Batería (2014 - 2015)
- Tyler Burguess - Bajo, coros (2015), guitarra rítmica (2014 - 2015)
- Frankie Sil - Bajo (2016 - 2021)
- Joshua Ingram - Batería (2016 - 2018)
- Zac Morris - Batería (2018)
- Max Georgiev - Guitarra líder (2018)
- Brian Sumwalt - Batería (2018)
- James Renshaw - Batería (2018 - 2019)
- Austin Ingerman - Guitarra líder (2018 - 2022), bajo (2021 - 2022)
- Tommy Rockoff - Batería (2022 - 2023)

## Discografía

### Álbumes
| Año  | Título            | Discográfica            |
| ---- | ----------------- | ----------------------- |
| 2007 | My Dear           | TVT                     |
| 2013 | Victim to Villain | Century Media Records   |
| 2015 | Malevolence       | Another Century Records |
| 2019 | Unbreakable       | Another Century Records |
| 2024 | Half Black Heart  | Another Century Records |

### EP
| Año  | Título               | Discográfica      |
| ---- | -------------------- | ----------------- |
| 2006 | New Years Day        | TVT               |
| 2011 | The Mechanical Heart | Hollywood Waste   |
| 2014 | Epidemic             | Grey Area Records |

### Singles/Incluidos en otros álbumes
| Año  | Álbum                    | Discográfica | Canción             |
| ---- | ------------------------ | ------------ | ------------------- |
| 2005 | MySpace Records Volume 1 | MySpace      | Ready, Aim, Misfire |

## Videos
| Año  | Canción                                                    | Álbum                |
| ---- | ---------------------------------------------------------- | -------------------- |
| 2005 | Ready, Aim, Misfire                                        | My Dear              |
| 2007 | I Was Right                                                | My Dear              |
| 2011 | Two In The Chest, One In The Head                          | The Mechanical Heart |
| 2013 | Angel Eyes (Feat. Chris Motionless de Motionless In White) | Victim to Villian    |
| 2014 | Other Side                                                 | Epidemic             |
| 2014 | Defame Me                                                  | Epidemic             |
| 2015 | Kill Or Be Killed                                          | Malevolence          |
| 2015 | Malevolence                                                | Malevolence          |
| 2017 | Gangsta (Originally performed by Kehlani)                  | Punk Goes Pop Vol. 7 |